# Beverly Cleary
Beverly Cleary, född 12 april 1916 i McMinnville, Oregon, död 25 mars 2021 i Carmel, Kalifornien, var en amerikansk barnboksförfattare som skrev över 30 böcker för barn och ungdom. Hennes karaktärer är normala barn som får ta itu med hinder som många av oss möter i sin uppväxt, och berättelserna är fyllda med mycket humor.
År 1934 påbörjade Cleary sina studier vid Chaffey College i Ontario, Kalifornien varpå hon ett tag arbetade som bibliotekarie på stadens bibliotek. Därefter flyttade hon till Berkeley, Kalifornien för att studera engelska vid University of California. Efter att ha tagit ut sin B.A i engelska år 1938, läste Cleary till bibliotekarie vid University of Washington i Seattle och började därefter arbeta på biblioteket i Yakima, där hon mötte många barn som sökte efter samma slags böcker som hon alltid velat hitta när hon själv var barn. Som en följd av detta, skrev Cleary sin första bok Henry Huggins (sv. Henry Huggins bravader), som publicerades 1950 och blev en stor framgång. Under åren som följde, var hon mycket produktiv.
Clearys böcker finns översatta till 14 språk (däribland svenska) och hon har blivit tilldelad mängder med prestigefyllda pris, däribland Laura Ingalls Wilder Medal år 1975 och Newberymedaljen år 1984. Hon blev av Library of Congress utnämnd till en Living Legend år 2000 för sina viktiga bidrag till det amerikanska kulturarvet.
Sent i sitt liv skrev Cleary också två självbiografier, A Girl from Yamhill: A Memoir och My Own Two Feet.